# Второе сражение в Гельголандской бухте
Второе сражение в Гельголандской бухте (англ. Second Battle of Heligoland Bight, нем. Zweites Seegefecht bei Helgoland) — морской бой, состоявшийся 17 ноября 1917 года в Северном море во время Первой мировой войны.
Превосходящие силы линейных и лёгких британских крейсеров атаковали германский отряд, занимавшийся тралением минного заграждения в Гельголандской бухте. Германские крейсера под командованием адмирала фон Рейтера, умело используя дымовые завесы, прикрыли тральщики и увлекли за собой британские корабли. Погоня за германскими крейсерами продолжалась до тех пор, пока британские корабли не оказались под огнём германских линкоров «Кайзер» и «Кайзерин».
Британские крейсера, прекратив погоню, вышли из боя. В результате сражения несколько германских и британских кораблей получили незначительные повреждения. Германский тральщик «Кёдинген», выполнявший функции брандвахты, в начале боя не успел сняться с якоря и был потоплен артиллерийским огнём британских эсминцев.

## Предыстория
Гельголандская бухта всю войну была ареной активной минной войны. Немцы ставили минные заграждения, чтобы обезопасить своё побережье, достаточно уязвимое во время отливов в заливе Ядебузен, делавших невозможным выход в море крупных боевых кораблей из главной стоянки Флота открытого моря — Вильгельмсхафена. Англичане также занимались минными постановками, пытаясь запереть флот Германии в их базах. Во второй половине 1917 года британцы начали массовую постановку противолодочных минных заграждений. Всего за 1917 год было выставлено в Северном море и Атлантике 33 660 мин, из них 22 148 — в Гельголандской бухте, 8512 — у своих берегов и в Ла-Манше, 3000 — у бельгийского побережья. Поэтому в бухте практически постоянно велись работы тральщиков и прорывателей заграждений. Они были тихоходными и представляли собой лёгкие мишени для крупных боевых кораблей, поэтому германский флот вынужден был привлекать для их охраны крейсера, а на выходе из Яде, как правило, находились «дежурные» линейные корабли и линейные крейсера.
В октябре 1917 года британское Адмиралтейство решило нанести удар по германским тральным силам. 31 октября в Каттегат были высланы значительные силы лёгких крейсеров и миноносцев с целью нанести удар и выманить на себя германские крейсера, но этого не произошло. Потопив 1 вооружённый пароход и 10 траулеров, британские корабли вернулись на свои базы. Осенью 1917 года германские корабли практически ежедневно выходили в море для проведения тральных операций. К середине ноября благодаря работе служб радиоперехвата, донесениям агентов и подводных лодок Адмиралтейство получило разведданные, достаточные для разработки крупной операции.
Операция была запланирована на утро 17 ноября. Наконец-то было решено использовать «белых слонов» адмирала Фишера — в составе 1-й крейсерской эскадры в операции приняли участие лёгкие линейные крейсера «Корейджес» и «Глориес». В состав передовых сил под общим командованием вице-адмирала Нейпира входили также восемь лёгких крейсеров 1-й и 6-й эскадр и 10 миноносцев. Получилось компактное и сильное быстроходное соединение. Самыми медленными в нём были лёгкие крейсера, развивавшие 29 узлов. Эскадренная скорость этого соединения была на несколько узлов больше, чем у противника.
Прикрытие осуществляла 1-я эскадра линейных крейсеров под командованием вице-адмирала Пэкенхема — «Лайон», «Принцесс Ройал», «Тайгер» и «Рипалс» под флагом второго флагмана эскадры контр-адмирала Филлимора. В последний момент по распоряжению Битти эскадре был придан линейный крейсер «Нью Зиленд», что было спорным решением, так как эскадренный ход из-за достаточно слабовооружённого крейсера (305-мм орудия против 343-мм орудий у более мощных «кошек» и тем более «Рипалса» с его 381-мм орудиями) упал на 2—3 узла. Дальнее прикрытие осуществляла 1-я эскадра линкоров в составе 8 самых сильных единиц, включая три единицы типа «Ройал Соверен». Общее руководство соединением из 15 линкоров и линейных крейсеров, 9 лёгких крейсеров и 29 эсминцев осуществлял Пэкенхем. Этих сил в теории было достаточно для сражения с половиной германского флота, но на практике управление этим разрозненным соединением было слишком сложным, и к тому же всё осложнялось проблемой недостаточного знакомства командующих соединениями с минной обстановкой.
Существовала карта гидрографического отдела Адмиралтейства, на которой были обозначены все британские и германские минные заграждения. Но на флот она поступала только в одном экземпляре главнокомандующему Гранд-Флитом Битти. Пэкенхем был ознакомлен с этой картой. Однако Нейпир и все остальные командиры её не видели. У каждого из них были свои собственные карты. Причём районы, считавшиеся Нейпиром опасными, на картах командиров соединений лёгких крейсеров были отмечены как безопасные.

## Силы сторон

### Великобритания
По данным.
- 1-я эскадра крейсеров (контр-адмирал Нейпир)
  - линейные крейсера «Корейджес» и «Глориес» (32 узла, 2×2 381-мм орудия)
  - эсминцы «Урса», «Нерисса», «Арчин», «Ампайр»
- 6-я эскадра лёгких крейсеров (контр-адмирал Александер-Синклер)
  - лёгкие крейсера «Кардифф», «Серез», «Калипсо», «Карадок» (29 узлов, 5×152-мм)
  - эсминцы «Вэлентайн», «Вимиера», «Ванкуишер», «Вихемент»
- 1-я эскадра лёгких крейсеров (вице-адмирал Коуэн)
  - лёгкие крейсера «Каледон» (29 узлов, 5×152-мм), «Галатея», «Инконстант», «Роялист» (28,5 узлов, 2×152-мм, 7×102-мм)
  - эсминцы «Вендетта», «Медуэй»
- 1-я эскадра линейных крейсеров (вице-адмирал Пэкенхем)
  - линейные крейсера «Лайон», «Принцесс Ройал», «Тайгер» (все 28 узлов, 4×2 343-мм орудий), «Нью Зиленд» (25 узлов, 4×2 305-мм орудий), «Рипалс» (32 узла, 3×2 381-мм орудия, флаг контр-адмирала Филлимора)
  - лёгкий крейсер «Чемпион» (28 узлов, 4×152-мм, 1×102-мм)
  - эсминцы «Верден», «Телемахус», «Ориана», «Непиэн», «Обдьюрейт», «Тристрэм», «Петард», «Тауэр»
- 1-я эскадра линкоров (вице-адмирал Мэдден)
  - линейные корабли «Ривендж», «Ройал Оак», «Резолюшен» (4×2 381-мм), «Эмперор оф Индиа», «Бенбоу»(5×2 343-мм), «Канада» (5×2 356-мм)
  - эсминцы «Нобл», «Нонсач», «Нейпир», «Пенн», «Паладин», «Мисчиф», «Саумарез», «Валгалла», «Принц», «Манстер», «Нарборо»

### Германия
По данным.
- Непосредственное прикрытие
  - II разведгруппа (контр-адмирал Ройтер)
    - «Кёнигсберг II», «Нюрнберг II» (28 узлов, 8×150-мм), «Пиллау», «Франкфурт» (27,5 узлов, 8×150-мм)
    - 7-я флотилия миноносцев (S 62)
    - 14-я полуфлотилия миноносцев (G 87, G 92, G 3[прим. 3], V 83)
    - 12-я полуфлотилия миноносцев (V 43, V 44, V 45)
- Силы прикрытия (капитан 1-го ранга Грассхоф)
  - линкоры «Кайзер», «Кайзерин»
- Подкрепление, вышедшее из Яде в 8:40
  - лёгкий крейсер «Штральзунд»
  - 1-я флотилия миноносцев
  - линейные крейсера «Гинденбург», «Мольтке»
- Подкрепление, вышедшее из Яде в 12:40
  - линкоры «Фридрих дер Гроссе», «Кёниг Альберт»

## Сражение
Германский флот для определения границ британских минных заграждений использовал тактику походов, называемых «уколами» (нем. Stichfahrten). Целью этих походов являлось обнаружение минных заграждений для их дальнейшего обхода или уничтожения. В операциях принимали участие тральщики с тралами, миноносцы с противолодочными тралами (буксируемыми на тросе глубинными бомбами), минопрорыватели и охранение из лёгких крейсеров с гидросамолётами. Поддержку таких отрядов осуществляли тяжёлые корабли, находившиеся в районах, безопасных от мин. Утром 17 ноября в поход вышли 6-я полуфлотилия тральщиков, 2-я и 6-я вспомогательные полуфлотилии тральщиков, 12-я и 14-я полуфлотилии миноносцев и 4-я группа минопрорывателей. Прикрытие осуществлялось лёгкими крейсерами 2-й разведывательной группы под командованием контр-адмирала фон Рейтера. В группу входили «Кёнигсберг II» (флагман), «Франкфурт», «Пиллау» и «Нюрнберг II». Для поддержки из состава IV эскадры линкоров её командиром вице-адмиралом Сушоном были выделены линкоры «Кайзер» и «Кайзерин», под общим командованием командира «Кайзерин» капитана 1-го ранга Грассхофа.
Отряд должен был произвести обследование фарватера, проложенного по направлению на северо-запад от точки, которая находилась примерно на середине линии Хорнс-риф — Терсхеллинг. Погода была мглистой, поэтому патрульные дирижабли и гидросамолёты разведку не осуществляли. На море было лёгкое волнение в 2—3 балла.
В авангарде британских сил шла 1-я крейсерская эскадра. 6-я эскадра лёгких крейсеров под командованием вице-адмирала Александер-Синклера шла чуть впереди по левому борту. 1-я эскадра лёгких крейсеров вице-адмирала Коуэна шла в 3-х милях позади линейных крейсеров Нейпира. 1-я эскадра линейных крейсеров Пэкенхема находилась в 10 милях позади 1-й крейсерской эскадры.
Немецкий отряд состоял из трёх групп — северной, в составе тральщиков и эсминцев, средней, состоявшей из отряда поддержки, и южной, включавшей в себя крейсера фон Рейтера. Около 7:30 с «Корейджеса» были замечены германские тральщики. Почти одновременно их увидели с «Кардиффа». В этот момент флагман фон Рейтера «Кёнигсберг» шёл к группе тральщиков. В 7:37 «Корейджес» дал первый залп из 381-мм орудий по лёгкому крейсеру. Почти одновременно с ним «Глориес» обстрелял другой крейсер. 6-я эскадра лёгких крейсеров атаковала тральщики.
Условия освещения были благоприятны для англичан — немецкие корабли были хорошо видны на восточной, освещённой части горизонта. Но команды германских кораблей не растерялись и действовали чётко и слаженно. Тральщики обрубили тралы и стали уходить на восток. Крейсера и миноносцы выдвинулись на северо-запад и выставили густую дымовую завесу, закрывшую от британских кораблей тральщики. Крейсера с миноносцами стали уходить на юго-восток, увлекая за собой британские крейсера, тем самым давая шанс тихоходным тральщикам уйти. Не повезло только вооружённому траулеру «Кёдинген», который стоял на якоре, служа в качестве временного маяка для тральщиков. Он лишился хода, не успев сняться с якоря, и его экипаж был снят британскими эсминцами, а сам пароход потоплен.
Британцы, не зная точных сил немцев, вблизи минных полей действовали очень нерешительно. Британские крейсера шли к дымовой завесе, так как для продолжения боя вынуждены были пройти её. В клубах дыма периодически показывались германские крейсера, но определить их точное количество и курс не удавалось. Около 8:00 «Корейджес» подошёл к завесе и в 8:07 пересёк её. К юго-востоку от него были видны три германских крейсера, шедших на северо-восток и затем в 8:11 изменивших курс на юго-восточный. Нейпир доложил обстановку Пэкенхему, и тот выслал «Рипалс» на помощь 1-й крейсерской эскадре. В 8:10 по немцам открыли огонь «Корейджес» и «Глориес». Через две минуты к ним присоединился «Кардифф», а ещё через десять минут «Серез», «Калипсо» и крейсера 6-й эскадры.
Крейсера Рейтера на полном ходу шли на соединение с линкорами Грассхофа. Свою задачу они полностью выполнили — тральщики уходили 10-узловым ходом на северо-восток, и их не преследовал ни один британский корабль. Находясь под непрерывным обстрелом, крейсера Рейтера подвергались риску получить один-два 381-мм снаряда с линейных крейсеров и разделить судьбу «Блюхера». Но II разведывательная группа шла зигзагом и удачно отстреливалась. В 8:20 попытавшиеся выйти в атаку британские миноносцы «Вэлентайн» и «Ванкуишер» были отогнаны артиллерийским огнём.
В 8:30 немцы поставили вторую завесу, а в 8:45 — третью. Стрельба временно прекратилась. Дымовые завесы были поставлены в районе, дальше которого Нейпир считал заходить рискованным из-за мин. Он опасался, что немцы могли резко сменить курс, а он, продолжая идти тем же курсом, попал бы на минное поле. К тому же была вероятность не заметить в дыму торпедную атаку. Поэтому в 8:52 он приказал резко отвернуть влево, огибая дымзавесу с востока, дав знать Пэкенхему, что потерял из виду германские крейсера. Почти одновременно с этим завесу развеяло ветром, и стало видно, что крейсера Рейтера идут прежним курсом. Из-за поворота преследователей влево германские крейсера вышли из зоны стрельбы линейных крейсеров, и с 9:07 до 9:15 «Корейджес» и «Глориес» прекратили огонь.
Несмотря на преимущество (восемь крейсеров против четырёх), 1-я и 6-я эскадры лёгких крейсеров британцев не могли его реализовать, сами при этом неся потери. Лёгкий крейсер «Кардифф» получил значительные повреждения. Около 8:50 он получил попадание в полубак, вызвавшее пожары, а затем вскоре второе попадание в район кормовых надстроек и третье в помещение торпедных аппаратов. Крейсера «Галатея», «Роялист» и «Инконстант» могли вести огонь только из носовых 152-мм орудий, так как дальности бортовых 102-мм орудий не хватало.
В отличие от Нейпира, Филлимор на «Рипалсе» разумно решил, что путь, по которому прошли германские крейсера, должен быть свободен от мин, поэтому он продолжил преследование и к 9 часам нагнал крейсера Нейпира. «Рипалс» впервые в своей карьере открыл огонь по реальным целям — крейсерам Рейтера. Условия стрельбы были неблагоприятными — всё скрывали дым из труб, остатки дымзавесы и тумана. Но при каждом удобном случае «Рипалс» давал четырёхорудийный залп из носовых башен, постепенно пристреливаясь.
В 8:50 немецкие крейсера нагнали 2-ю и 6-ю полуфлотилии тральщиков, в начале боя ушедших на юго-восток. Для их защиты ближайшие к ним крейсера «Нюрнберг», «Пиллау» и 14-я полуфлотилия миноносцев выставили дымзавесу. Рейтер приказал произвести торпедную атаку. Миноносцы выпустили шесть торпед, ещё несколько было выпущено «Кёнигсбергом» и «Франкфуртом», но все без видимого успеха. Тем не менее это позволило тральщикам скрыться.
Тем временем принявший донесение Нейпира о потере контакта адмирал Пэкенхем понял, что он окончательно потерял контроль над обстановкой, и около 9:00 отдал приказ крейсерам возвращаться. Но этот приказ был проигнорирован даже осторожным Нейпиром, который доложил о появлении новых крейсеров противника и продолжил движение. Нейпир к 9:32 дошёл до границы предполагаемого им минного поля и, повернув направо, пошёл вдоль неё. Лёгкие крейсера и «Рипалс» продолжали погоню.
Приблизительно в это время немецкие корабли выставили пятую дымзавесу и произвели новую торпедную атаку. Миноносец «Вэлентайн» из состава прикрытия 6-й эскадры лёгких крейсеров заметил на пути подходившего с северо-запада «Рипалса» подводную лодку. Поэтому, доложив Филлимору, он вместе с миноносцами «Вимиера», «Ванкуишер» и «Вихемент» окружил линейный крейсер.
В 9:40 серьёзные повреждения получил «Калипсо». Снаряд пробил крышу боевой рубки и убил всех находившихся там, в том числе командира корабля капитана 1 ранга Эдвардса. Приборы управления артиллерийской стрельбой вышли из строя, и крейсер прекратил огонь. В командование «Калипсо» вынужден был вступить старший артиллерийский офицер. Несмотря на это, британские корабли продолжали преследование. Но вскоре обстановка резко изменилась. Ещё в 9:30 в виду германских крейсеров показались «Кайзер» и «Кайзерин». В 9:46 они дали залп из своих орудий.
Один из снарядов угодил в ватерлинию «Каледона», не причинив, правда, при этом серьёзных повреждений. Британские крейсера резко развернулись и стали выходить из-под обстрела. Они пытались сигнализировать «Рипалсу», но тот ещё как минимум 10 минут шёл вперёд, только затем развернулся и стал прикрывать отход лёгких крейсеров. Перед поворотом последний его залп достиг цели. 381-мм снаряд пробил три дымовых трубы «Кёнигсберга» и разорвался в угольной яме, вызвав пожар, в результате которого ход крейсера упал до 17 узлов. Но воспользоваться этим британцам уже не удалось — пора было самим уходить под огнём германских линкоров.
Грассхоф решил не преследовать британские корабли, хотя фон Рейтер и пытался его в этом убедить. Не прибавило ему решительности и появление чуть позже германских линейных крейсеров «Гинденбург» и «Мольтке», вышедших из устья Яде на помощь. Бой прекратился, и британские корабли беспрепятственно вернулись в свои базы.

## Результаты боя
За время боя «Корейджес» выпустил 92 381-мм снаряда, «Глориес» — 57. Оба крейсера выпустили также 180 фугасных и 213 полубронебойных 102-мм снарядов. Единственного попадания 381-мм снарядом добился «Корейджес», поразивший «Пиллау». Низкий процент попаданий — 0,7 % — объясняется предельной дальностью стрельбы и плохими условиями наблюдения. Лёгкие крейсера стреляли тоже не лучшим образом. Выпустив 2519 152-мм снарядов, они добились трёх попаданий (0,12 %). «Рипалс» выпустил 54 381-мм снаряда, добившись одного попадания. «Глориес» получил лёгкое повреждение левого орудия башни «A». «Корейджес» не получил повреждений. Оба крейсера получили в носовой части повреждения настила палубы от дульных газов. Потери британского флота составили около 100 человек.
Потери германского флота составили: 21 убитый, 10 тяжело- и 30 легкораненых. С «Кёдингена» было пленено 64 человека. 152-мм снаряд (возможно 102-мм) попал в щит носового орудия правого борта «Кёнигсберга», не причинив повреждений. Попавший в него 381-мм снаряд с «Рипалса» пробил три дымовых трубы, разорвавшись в угольной яме. Возникший пожар привёл к выходу из строя одного парового котла и падению скорости, по разным данным, до 17 или 20—24 узлов. «Пиллау» получил попадание 381-мм снаряда в щит носового орудия левого борта. Орудие было выведено из строя.

## Оценки и последствия
Британский флот вновь показал, что способен действовать в непосредственной близости от германских баз. Но при наличии подавляющего преимущества в силах британцы не смогли его реализовать. Тому причиной были умелое использование германскими кораблями дымовых завес, меткая стрельба крейсеров Рейтера в совокупности с неудовлетворительным качеством британских снарядов.
Командующий Гранд-Флитом Битти был недоволен ходом проведения операции. Британские корабли не смогли выполнить основную задачу и уничтожить неприятельские тральщики. При этом они дали втянуть себя в долгую и безрезультатную погоню за германскими крейсерами. А после обнаружения линкоров Флота открытого моря не было предпринято ничего для их уничтожения, хотя это было по силам линкорам имевшейся в наличии 1-й эскадры линкоров. В очередной раз проявилась нерешительность британских адмиралов. Линейные крейсера Нейпира, имевшие максимальную скорость свыше 31 узла, в бою не развили скорость свыше 25 узлов. Это стало предметом разбирательств в Адмиралтействе. Но действия Нейпира не были признаны ошибочными, поскольку местоположение и курс крейсеров противника в начальной фазе боя были слишком неопределёнными, а в дальнейшем сказалось отсутствие у командира 1-й крейсерской эскадры знания реальной картины минной обстановки. В итоге был сделан вывод о том, что впредь командиры эскадр должны получать все сведения о минных заграждениях, которыми располагало Адмиралтейство.
Командовавший в 1917 году германским Флотом открытого моря адмирал Шеер в своих мемуарах и британский историк Вильсон по результатам боя делают вывод о неудовлетворительных боевых качествах линейных крейсеров «Корейджес» и «Глориес». И хотя защита новых британских крейсеров действительно была недостаточной, сделать эти выводы на основании данных о втором бое в Гельголандской бухте затруднительно, поскольку вместо 5 заявленных немцами попаданий в линейные крейсера в реальности имело место только повреждение левого 381-мм орудия носовой башни «Глориеса» осколками снаряда. При этом замеченного немцами выхода из боя в результате повреждений линейных крейсеров также не было.
В целом оценки боя сводятся к тому, что он признаётся незначительным и не оказавшим влияние на дальнейший ход боевых действий. Единственным его последствием стало то, что немцы были вынуждены придавать своим тральщикам более сильное прикрытие.

## Использованная литература и источники
1. ↑  Л. Г. Гончаров, Б. А. Денисов. Использование мин в мировую империалистическую войну 1914—1918 гг. — М.—Л., 1940. — С. 116.
2. ↑  Кофман, Дашьян. Ужас «карманных» линкоров. — С. 68.
3. ↑  Ньюболт. Операции английского флота в мировую войну. Том 5. — С. 223.
4. 1 2  Кофман, Дашьян. Ужас «карманных» линкоров. — С. 69.
5. ↑  Ньюболт. Операции английского флота в мировую войну. Том 5. — С. 225—230.
6. ↑  Ньюболт. Операции английского флота в мировую войну. Том 5. — С. 231.
7. ↑  Шеер. Германский флот в Мировую войну 1914—1918 гг. — С. 446—450.
8. ↑  Der Krieg in der Nordsee. Vom Sommer 1917 bis Kriegsende 1918 / Berarbeitet von Walter Gladisch. — 1965. — Bd. 7. — S. 56. — 368 S.
9. ↑  Шеер. Германский флот в Мировую войну 1914—1918 гг. — С. 445—446.
10. ↑  Шеер. Германский флот в Мировую войну 1914—1918 гг. — С. 446.
11. 1 2  Ньюболт. Операции английского флота в мировую войну. Том 5. — С. 230.
12. 1 2  Шеер. Германский флот в Мировую войну 1914—1918 гг. — С. 447.
13. 1 2  Ньюболт. Операции английского флота в мировую войну. Том 5. — С. 232.
14. ↑  Ньюболт. Операции английского флота в мировую войну. Том 5. — С. 233—234.
15. 1 2  Ньюболт. Операции английского флота в мировую войну. Том 5. — С. 236.
16. ↑  Ньюболт. Операции английского флота в мировую войну. Том 5. — С. 236—237.
17. ↑  Кофман, Дашьян. Ужас «карманных» линкоров. — С. 70.
18. 1 2  Ньюболт. Операции английского флота в мировую войну. Том 5. — С. 239.
19. ↑  Ньюболт. Операции английского флота в мировую войну. Том 5. — С. 237.
20. 1 2  Кофман, Дашьян. Ужас «карманных» линкоров. — С. 71.
21. ↑  Шеер. Германский флот в Мировую войну 1914—1918 гг. — С. 450.
22. ↑  Ньюболт. Операции английского флота в мировую войну. Том 5. — С. 238.
23. ↑  Ньюболт. Операции английского флота в мировую войну. Том 5. — С. 241.
24. ↑  Ньюболт. Операции английского флота в мировую войну. Том 5. — С. 242.
25. ↑  Шеер. Германский флот в Мировую войну 1914—1918 гг. — С. 451.
26. 1 2 3  Кофман, Дашьян. Ужас «карманных» линкоров. — С. 72.
27. 1 2  Ньюболт. Операции английского флота в мировую войну. Том 5. — С. 243.
28. ↑  Шеер. Германский флот в Мировую войну 1914—1918 гг. — С. 452.
29. 1 2 3  Мужеников В. Б. Линейные крейсера Англии (часть IV). 1915—1945 гг. — С. 17—18.
30. 1 2 3 4  Вильсон Х. Линкоры в бою. — С. 201.
31. 1 2  Шеер. Германский флот в Мировую войну 1914—1918 гг. — С. 453.
32. ↑  Больных А. Г. Морские битвы Первой мировой: Схватка гигантов. — М.: АСТ, 2003. — 512 с. — (Военно-историческая библиотека). — 5000 экз. — ISBN 5-17-010656-4.
33. ↑  Ньюболт. Операции английского флота в мировую войну. Том 5. — С. 244—245.
34. ↑  Campbell N. J. M. Battlecruisers. — London: Conway Maritime Press, 1978. — P. 67. — 72 p. — (Warship Special No. 1). — ISBN 0851771300.